# Stadionul Orășenesc (Rîbnița)
Stadionul Orășenesc (în rusă: Городской стадион, Gorodskoi stadion) este un stadion multifuncțional din Rîbnița, Republica Moldova. Stadionul are o capacitate de aproximativ 4.500 de locuri pe scaune și este folosit în mare parte pentru meciuri de fotbal. Aceasta a fost arena domestică a clubului Iskra-Stali Rîbnița și a găzduit meciuri din Divizia Națională și Cupa Moldovei timp de mai multe sezoane consecutive, până la retragerea clubului din campionat.